# Comté de Plymouth (Iowa)
Pour les articles homonymes, voir Comté de Plymouth.
Le comté de Plymouth est un comté de l'État de l'Iowa, aux États-Unis.